# Hockey Club Monza 1979
Questa voce raccoglie le informazioni riguardanti l'Hockey Club Monza nelle competizioni ufficiali della stagione 1979.

## Maglie e sponsor
| 1ª divisa |